# Mallophora antica
Mallophora antica är en tvåvingeart som beskrevs av Charles Howard Curran 1934. Mallophora antica ingår i släktet Mallophora och familjen rovflugor. Inga underarter finns listade i Catalogue of Life.